# Nu vilar ett hjärta
Nu vilar ett hjärta är en psalm med text skriven 1978 av Bo Setterlind och musiken är tagen ur Pilgrims-Sånger från 1859.

## Publicerad i
- Den svenska psalmboken 1986 som nr 309 under rubriken "Livets gåva och gräns".